# Registar kulturnih dobara Republike Hrvatske
Registar kulturnih dobara Republike Hrvatske, javni je popis kulturnih dobara u Hrvatskoj koji uređuje i vodi Ministarstvo kulture Republike Hrvatske. Prema Zakonu o zaštiti i očuvanju kulturnih dobara sastoji se od Popisa zaštićenih kulturnih dobara, Popisa kulturnih dobara nacionalnoga značenja i Popisa preventivno zaštićenih dobara. Pravilnikom o obliku, sadržaju i načinu vođenja Registra kulturnih dobara Republike Hrvatske propisan je oblik, sadržaj i način vođenja Registra.
Registar se svakodnevno mijenja i nadopunjuje. Javno je dostupan u mrežnom obliku na mrežnim stranicama Ministarstva.

## Vanjske poveznice
- Mrežna tražilica Registra